# Cerro Huemul
El cerro Huemul es una montaña glaciarizada de la cordillera de los Andes en la Patagonia, ubicada en el borde oriental del campo de hielo patagónico sur al oeste del lago Viedma y al norte del glaciar homónimo dentro de la zona en litigio entre Chile y Argentina.
Para Argentina el cerro forma parte desde 1937 del parque nacional Los Glaciares, en el departamento Lago Argentino de la provincia de Santa Cruz, que fue declarado Patrimonio de la Humanidad por la Unesco en 1981. Para Chile, su lado occidental, hace parte desde 1969 del parque nacional Bernardo O'Higgins, en la comuna de Natales de la provincia de Última Esperanza en la región de Magallanes y de la Antártica Chilena. Su altura es de 2677 m s. n. m.
Se puede acceder siguiendo un circuito desde la localidad argentina de El Chaltén, los pasos Huemul y del Viento se encuentran cerca.

## Historia
Tras la firma del tratado de 1881 entre Argentina y Chile, el límite en la zona fue definido en 1898 por los peritos encargados de demarcar, Francisco Pascasio Moreno de Argentina y Diego Barros Arana de Chile. El Huemul fue declarado un hito fronterizo. Los peritos no tuvieron diferencias en la zona entre el monte Fitz Roy y el cerro Stokes a diferencia de los otros territorios que fueron sometidos a arbitraje en el laudo de 1902. Se definió el límite sobre los siguientes hitos montañosos y su continuidad natural: Fitz Roy, Torre, Huemul, Campana, Agassiz, Heim, Mayo y Stokes. Chile lo ha defendido como hito fronterizo.
En 1998 se firma el «Acuerdo entre la República de Chile y la República Argentina para precisar el recorrido del límite desde el Monte Fitz-Roy hasta el Cerro Daudet», definiéndose la sección A y una pequeña parte de la B, quedando pendiente la zona entre el Fitz Roy y el Murallón.